# .gal
.gal és un domini de primer nivell genèric d'Internet sol·licitat per a pàgines referents a Galícia, o amb les que hi estan relacionades d'alguna manera. La campanya va començar seguint l'exitosa introducció del .cat per la comunitat cultural catalana. Moltes empreses i institucions estan involucrades en aquesta campanya, incloent-hi el govern autònom, la Xunta de Galícia. Va ser aprovat el juny de 2013 i va entrar en funcionament el 2014.